# Caso Manchinha
El caso Manchinha, también conocido como el caso del perro de Carrefour, se refiere a la muerte de un perro callejero llamado Manchinha por un empleado de Carrefour el 28 de noviembre de 2018 en São Paulo, Brasil, cerca de una tienda donde vivía la perra.
El caso generó reacciones nacionales e internacionales y llevó al Congreso brasileño a aprobar una ley que aumentaba la pena por el maltrato a los animales.

## Manchinha
Manchinha era una perra hembra sin raza definida, bautizada por un empleado del supermercado Carrefour, en el municipio de Osasco, donde vivía en el estacionamiento. Recibía comida y agua de clientes y empleados.

## Antecedentes y crimen
En noviembre de 2018, los propietarios de Carrefour fueron notificados de una próxima visita de la sede de la tienda. Se ordenó a un empleado responsable de la seguridad del sitio que sacara al perro del estacionamiento. Según se informa, el empleado cumplió la orden dándole a Manchinha mortadela que contenía veneno para ratas y luego golpeándola con una barra de aluminio. Empleados del centro de Zoonosis de la ciudad rescataron a la perrita, pero ésta murió; el veterinario a cargo concluyó que la causa de la muerte fue pérdida de sangre . Al principio, la tienda dijo que la perra había sido atropellada, pero luego admitió que el empleado la había matado. Pasaron tres días antes de que el caso fuera denunciado a las autoridades.

## Respuestas
El caso generó condena nacional e internacional. Las publicaciones en las redes sociales generaron una ola de protestas contra las cadenas de tiendas Carrefour en todo Brasil. En diciembre de 2019 se realizaron aproximadamente 600.000 comentarios sobre el evento en las plataformas de redes sociales de Carrefour, la mayoría de los cuales fueron desfavorables. Varias celebridades, entre ellas Tatá Werneck y Luciano Huck, hicieron declaraciones reaccionando al caso. Luisa Mell, actriz y activista por los derechos de los animales, se pronunció contra Carrefour.  Varios empleados de la tienda fueron llamados a declarar en una investigación de la Policía Civil de São Paulo sobre la muerte del perro. 
El guardia de seguridad responsable fue identificado y removido de su cargo.  Confesó haber matado al perro, declarándose arrepentido. La investigación concluyó el 18 de diciembre de 2018; fue declarado culpable del delito de abuso y maltrato animal, pero no fue detenido de inmediato.

### Legado
En febrero de 2019, el caso sirvió de justificación para la propuesta de leyes más estrictas sobre el delito de maltrato animal. El Congreso Nacional de Brasil aprobó el PL 1.095/2019, aumentando de dos a cinco años las penas máximas para los responsables de maltrato animal y una multa máxima de mil salarios mínimos.  En septiembre de 2020, el presidente Jair Bolsonaro promulgó el proyecto de ley.  Manchinha se ha convertido en un símbolo de los derechos de los animales y de la brutalidad en la aplicación de la seguridad en Brasil.
Luego de un acuerdo con el Ministerio Público, en marzo de 2019 Carrefour fue multada con un millón de reales brasileños, cantidad que fue transferida a un fondo de protección animal creado por el municipio de Osasco.  Carrefour también llevó a cabo un censo para identificar los animales que vivían en la propiedad de la empresa y transportarlos a refugios.
Manchinha recibió varios homenajes tras su muerte.  En noviembre de 2021, se erigió una estatua en su memoria en un parque para mascotas en Osasco.